# Bobby Wellins
 (octobre 2016).
Si vous disposez d'ouvrages ou d'articles de référence ou si vous connaissez des sites web de qualité traitant du thème abordé ici, merci de compléter l'article en donnant les références utiles à sa vérifiabilité et en les liant à la section « Notes et références ».
Robert Coull Wellins dit Bobby Wellins, né le 24 janvier 1936 à Glasgow (Écosse) et mort le 27 octobre 2016, est un saxophoniste ténor britannique de jazz.

## Biographie
Né à Glasgow, Wellins étudie l'harmonie et le saxophone alto auprès de son père Max. Les premières années, il pratique également le piano et la clarinette.
Plus tard, il rejoint les rangs de la RAF en tant que musicien. Une fois démobilisé, il se produit quelque temps dans différents groupes en Écosse puis s'installe à Londres au milieu des années 1950.
En 1956-1957, il est membre du quintet de Buddy Featherstonhaugh, aux côtés de Kenny Wheeler. À la même époque, il rejoint le Jazz Inc. du batteur Tony Crombie (en), où il rencontre le pianiste Stan Tracey. Commence alors une collaboration longue de plusieurs décennies qui donnera de nopmbreux albums en commun, dont le plus célèbre est Jazz Suite Inspired by Dylan Thomas' "Under Milk Wood" (1965), une adaptation musicale d'Au bois lacté de Dylan Thomas.
Des années 1960 à sa mort, il prend part à de nombreux enregistrements. On le retrouve ainsi dans les big bands de Johnny Dankworth ou de Tubby Hayes, mais aussi au sein de petites formations dont, dans les années 1970, son propre quartet.
En 2012, Wellins fait l'objet d'un film documentaire, Dreams are Free, réalisé par Gary Barber. Au moyen d'interviews et d'images d'archives, le film retrace les hauts et les bas de la carrière de Wellins, montrant comment il gagna son combat contre l'addiction et la dépression, et redécouvrit le désir de jouer après dix ans de hiatus.

## Discographie (sélection)
- Birds of Brazil (Sungai, 1989 avec Pete Jacobsen)
- Nomad (Hot House, 1992) avec Jonathan Gee
- Don’t Worry ’bout Me (Cadilliac, 1996) avec Alec Dankworth
- The Satin Album (Jazzizit, 1996)
- The Best Is Yet to Come (Jazzizit, 2000)
- Fun (Jazzizit, 2004)
- Songs for Quintet (ECM, 2014) avec Kenny Wheeler